# Janneke Brinkman-Salentijn
Janneke Brinkman-Salentijn (Meppel, 1 maart 1948) is een Nederlands kunstschilder.

## Levensloop
Salentijn verhuisde na haar geboorte al snel met haar ouders naar Emmeloord. Haar vader werd daar landbouwkundig ingenieur en was werkzaam in de landontginning van de nieuwe polder. Ze behaalde haar HBS b-diploma aan het tegenwoordige Zuyderzee Lyceum in Emmeloord en behaalde haar doctoraalexamen biologie aan de Vrije Universiteit.
Ze werd echter niet binnen haar vak bekend, maar als illustrator en aquarellist van natuuronderwerpen die jarenlang werden geplaatst in het vrouwenblad Margriet.
Ze schildert vooral aquarellen over de natuur, onder meer bloemen. Haar tekeningen staan ook op artikelen zoals bedtextiel, servies, wenskaarten, papier- en schrijfwaren. In 2017 vierde Janneke Brinkman-Salentijn haar 25-jarig jubileum als botanisch kunstenaar met een jubileumexpositie in Slot Zeist. PostNL heeft ter ere van dit jubileum een zilveren postzegel uitgegeven.

## Persoonlijk
Brinkman-Salentijn is getrouwd met de politicus Elco Brinkman en heeft met hem drie kinderen. 